# Plątawa różowa

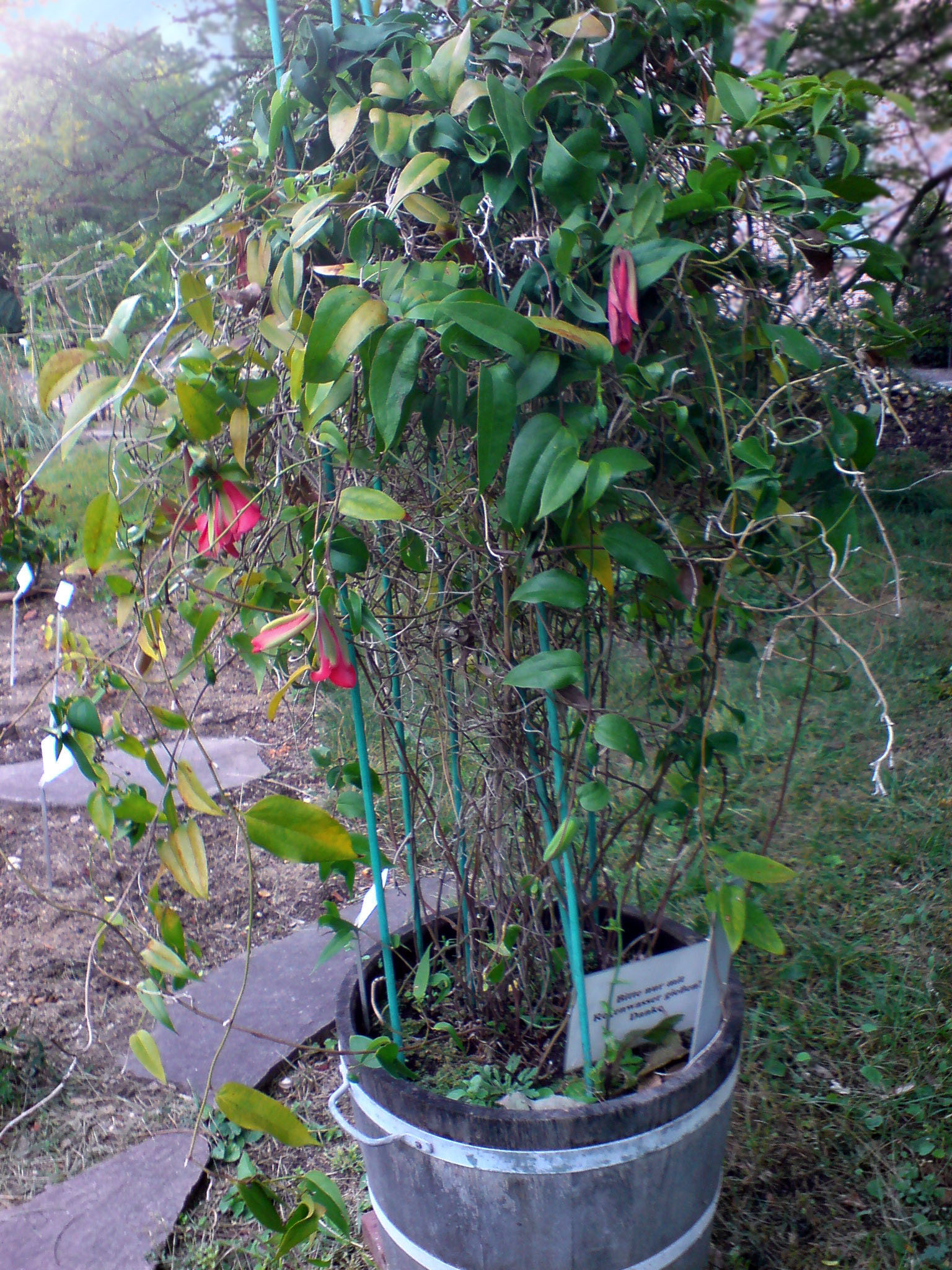
Pokrój

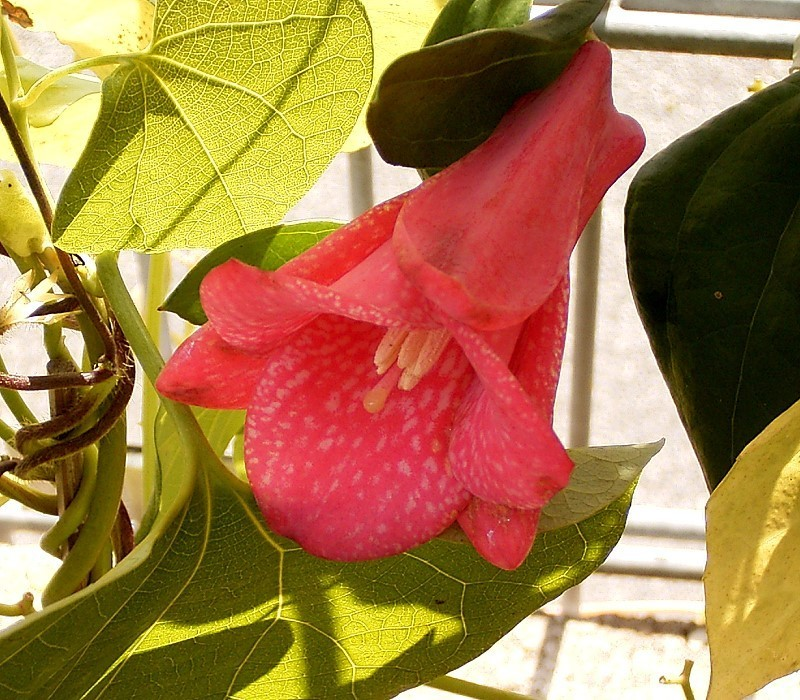
Kwiat

Plątawa różowa (Lapageria rosea Ruiz & Pav.) – gatunek niskopączkowych pnączy z monotypowego rodzaju plątawa (Lapageria) z rodziny Philesiaceae, endemiczny dla środkowego i południowo-środkowego Chile. Jest to roślina o dużych, jadalnych, słodkich i soczystych owocach, uprawiana również jako pnącze ogrodowe. 

## Morfologia
PokrójWijące liany, osiągające wysokość 3 metrów (według niektórych autorów 10 metrów).
PędyRośliny tworzą krótkie podziemne kłącza. Pędy naziemne silnie rozgałęzione, przeważnie zdrewniałe, wijące.
LiścieUlistnienie naprzeciwległe, naprzemianległe lub skrętoległe. Liście siedzące lub krótkoogonkowe, u nasady tworzące pochwę liściową. Blaszki liściowe ostre, jajowato-lancetowate, o długości do 13 cm. Użyłkowanie pierwszorzędowe złożone z od trzech do pięciu równoległych nerwów, dalsze siatkowate.
KwiatyKwiaty obupłciowe, promieniste, podzalążniowe, zwisające, pojedyncze lub zebrane w kwiatostan, wyrastające wierzchołkowo lub pachwinowo w górnym odcinku pędu. Okwiat pojedynczy, dzwonkowaty, o długości do 8,75 cm. Listki okwiatu położone w dwóch okółkach niemal równej wielkości. Listki wewnętrznego okółka z miodnikami u nasady, czerwone lub białe, często nakrapiane. Pręciki położone w dwóch okółkach po trzy. Nitki pręcików nitkowate, wolne. Główki pręcików dwupylnikowe. Słupek zbudowany z trzech zrośniętych owocolistków. Zalążnia jednokomorowa. Szyjka słupka wzniesiona, nitkowata. Znamię słupka główkowate. Zalążki anatropowe lub amfitropowe, powstające w dwóch rzędach ze ściennych łożysk.
OwoceJajowate, czerwone jagody. Nasiona kuliste, żółtobrązowe.

## Biologia i ekologia
RozwójWieloletnie, wiecznie zielone, pnące chamefity. Rośliny te w naturze kwitną jesienią. Ich kwiaty są zapylane głównie przez kolibry z gatunku fernandezik chilijski (Sephanoides sephaniodes) oraz trzmiele z gatunku Bombus dahlbomii.
SiedliskoRośliny z tego gatunku występują w lasach waldiwijskich, na wysokości od 0 do 2000 m n.p.m. Rosną w miejscach wilgotnych, o niemal ciągłych opadach, w głębokim cieniu. Zasiedlają bagna, torfowiska, brzegi jezior i rzek.
Cechy fitochemiczneW tkankach tych roślin obecne są saponiny. Czerwony kolor listków okwiatu wynika z obecności cyjanidyno-3-O-ramnozylglukozydu i cyjanidyno-3-O-glukozydu. U roślin o kwiatach różowych obecny jest jedynie ten drugi antocyjan, podczas gdy żaden z nich nie jest obecny u roślin o kwiatach białych.
GenetykaKariotyp plątawy różowej jest asymetryczny i bimodalny 2n = 2x = 30, z trzema metacentrycznymi, sześcioma submetacentrycznymi i sześcioma subtelocentrycznymi parami chromosomów. Zaobserwowano również jedną parę chromosomów B. Całkowita długość chromosomu (2n) wynosi 131,3 + 0,22 mikrometrów.

## Systematyka
Pozycja rodzaju według APWeb (aktualizowany system APG IV z 2016)
Rodzaj wyróżniony jest w rodzinie Philesiaceae, zaliczanej do rzędu liliowców w kladzie roślin jednoliściennych (monocots).
Pozycja rodzaju w innych systemachW systemie Cronquista z 1981 roku rodzaj zaliczany był do rodziny kolcoroślowatych (Smilacaceae) w rzędzie liliowców, podklasie liliowych w klasie jednoliściennych. W systemie Takhtajana z 1997 roku rodzaj zaliczony został do rodziny Philesiaceae, zaklasyfikowanej do rzędu Smilacales w nadrzędzie Dioscoreanae, w podklasie liliowych wyróżnionej w klasie jednoliściennych. W ostatniej wersji tego systemu, opublikowanej w roku 2008, autor zmienił jedynie klasyfikację rzędu Smilacales do nadrzędu Lilianae w tej samej podklasie.

## Nazewnictwo
Toponimia nazwy naukowejNazwa naukowa rodzaju upamiętnia cesarzową Józefinę, pochodzącą z domu de la Pagerie, małżonkę Napoleona Bonaparte, która jako pierwsza sprowadziła tę roślinę do ogrodów Europy. Epitet gatunkowy w języku łacińskim oznacza różowa.
Polska nazwa zwyczajowaW roku 1852 Ignacy Rafał Czerwiakowski w pracy Opisanie roślin jednolistniowych lekarskich i przemysłowych opisał tę roślinę pod nazwą plątawa różowa. W Słowniku nazwisk zoologicznych i botanicznych polskich... Erazma Majewskiego z roku 1894 polska nazwa rodzaju Lapageria jest tożsama z podaną przez Czerwiakowskiego. Sześć lat później, w Słowniku polskich imion rodzajów oraz wyższych skupień roślin, Józef Rostafiński oprócz nazwy plątawa podał jako oboczną nazwę lapażerya, powołując się na pracę Edmunda Jankowskiego z 1891 roku Ogrodnictwo przemysłowe.
Obce nazwy zwyczajoweW Chile roślina ta określana jest nazwą copihue, która bywa czasem używana również w literaturze angielskojęzycznej.
Synonimy
- synonimy nomenklatoryczne:
  - Philesia rosea (Ruiz & Pav.) D.Dietr.
- synonimy taksonomiczne:
  - Lapageria hookeri Bridges ex Hook.
  - Lapageria alba Decne.
  - Lapageria rosea var. albiflora Hook.
  - Lapageria rosea var. rubra Schelle

## Zastosowanie
Rośliny spożywczeOwoce tej rośliny, osiągające wielkość kurzego jaja, są jadalne. Ich miąższ jest biały, słodki i soczysty.
Rośliny ozdobnePlątawa różowa jest uprawiana jako pnącze ogrodowe. Jest rośliną trudną w uprawie. Wymaga żyznej, przepuszczalnej ziemi liściowej, stanowiska lekko zacienionego i stałej temperatury. Nie jest mrozoodporna (strefy mrozoodporności 9–10). W krajach klimatu umiarkowanego może być uprawiana jedynie w szklarniach. W uprawie spotyka się kultywary uzyskane w Wielkiej Brytanii: 'Nash Court' o kwiatach dużo większych niż gatunek botaniczny i 'Flesh Pink' o kwiatach różowych, oraz kultywary chilijskie, takie jak 'Nahuelbuta' o kwiatach białych z lekko fioletowym odcieniem wnętrza, 'Collinge' i 'Arco de Iris de la Cascada' o kwiatach białych z czerwonymi brzegami, 'Flor de Oro' o kwiatach koloru kości słoniowej, 'Cobquecura' o kwiatach biało-łososiowych, czy 'Quelipichum' o kwiatach czerwonych, których okwiat składa się z 9 listków.

## Obecność w kulturze i symbolice
Plątawa różowa została uznana za narodowy kwiat Chile.